# أليكس ستيفن
أليكس ستيفن (بالإنجليزية: Alex Steffen) هو كاتب أمريكي، ولد في 1968 في أوكلاند في الولايات المتحدة.